# Philipp Behrens
 Philipp Behrens  (* 8. Juli 1892 in Bremen; † 14. Juli 1948 in Bremen) war ein deutscher Beamter und Landherr in Bremen.

## Biografie
Behrens war der Sohn eines Kassierers der Generalkasse Bremen. Er absolvierte das Bremer Realgymnasium. Nach dem Abitur war er im gehobenen Justizdienst in Bremen beschäftigt. Er war in den 1920/30er Jahren Mitglied der Deutschen Volkspartei (DVP). 1924 wurde er Mitglied der Bremischen Bürgerschaft. 1926 erfolgte die Ernennung zum  Bürodirektor der Regierungskanzlei und als Hilfsreferent der Justizkommission in Bremen. 
Zum 1. Mai 1933 trat er der NSDAP bei. Im selben Jahr wurde er Regierungsrat, 1934 kommissarischer Landherr und danach Landherr und somit Leiter der bremischen Kommunalverwaltung sowie Oberregierungsrat. Er befasste sich mit der Einführung der Deutschen Gemeindeordnung vom 30. Januar 1935 in Bremen. Verbunden war damit auch die Einschränkung der Selbstständigkeit der Freien Hansestadt Bremen im  Deutschen Reich von 1933 bis 1945, jedoch der Verbleib der Häfen in Bremerhaven bei Bremen (1937/38) und die Eingemeindung von Hemelingen und Mahndorf (1938). 1942 leitete er unter Senator Hans-Joachim Fischer (NSDAP) und ab 1944 unter Senator Richard Duckwitz (NSDAP) die wichtige Abteilung I (Zentralabteilung mit Zuständigkeit für das Ernährungs- und Wirtschaftsamt) des Senators für die Innere Verwaltung und er wurde nach dem Abgang von Senator Fischer 1944 auch sein Nachfolger als Reichsverteidigungsreferent für Bremen.
Nach dem Zweiten Weltkrieg schrieb Behrens zur Geschichte Bremens in der Zeit des Nationalsozialismus. Er konnte bis zu seinem frühen Tod jedoch nur den Ersten Teil fertigstellen, der jedoch nicht gedruckt wurde.

## Werke
- Bremen unter Hitlers Gewaltherrschaft; Schicksale einer Freien Hansestadt im Dritten Reich. Bremen 1945–48.